# 新潟県道340号十日町千手線
新潟県道340号十日町千手線（にいがたけんどう340ごう とおかまちせんじゅせん）は、新潟県十日町市内を通る一般県道である。

## 概要
路線名の「千手」は、終点付近の旧自治体名（新潟県中魚沼郡千手町）に由来する。

### 路線データ
- 起点：新潟県十日町市宇都宮（国道117号交点）
- 終点：新潟県十日町市中屋敷（新潟県道49号小千谷十日町津南線交点）

## 路線状況

### 道路施設

#### 橋
- 妻有大橋（十日町市・信濃川）

## 地理

### 通過する自治体
- 新潟県
  - 十日町市

### 交差する道路
- 国道117号（起点：本町六交差点）
- 新潟県道49号小千谷十日町津南線（終点：水口沢交差点）

### 沿線
- JR飯山線
  - 十日町駅
- 北越急行ほくほく線
  - 十日町駅 - しんざ駅
- 新潟労働局
  - 十日町労働基準監督署
  - ハローワーク十日町（十日町公共職業安定所）
- 十日町市役所 川西支所（旧・川西町役場）
- 十日町市立十日町中学校
- 十日町市立西小学校
- 十日町市立千手小学校
- 十日町郵便局
- 千手郵便局
- 永井コンクリート工業 十日町工場
- リオン・ドール 十日町店
- コメリホームセンター 十日町店
- 原信 十日町北店
- ファッションセンターしまむら 十日町店
- タイヤガーデン イノカワ
- 道の駅クロス10十日町
- 十日町市博物館
- JR東日本千手発電所
- 信濃川